# Villa de Guadalupe (San Luis Potosí)
Villa de Guadalupe es una localidad del estado mexicano de San Luis Potosí, cabecera del municipio homónimo.

## Geografía
Se encuentra en la ubicación 23°22′20″N 100°45′25″O / 23.37222, -100.75694, a una altura aproximada de 1600 m s. n. m.
La zona urbana ocupa una superficie de 1.097km².

## Demografía
Según los datos registrados en el censo de 2020, la población de Villa de Guadalupe es de 981 habitantes, lo que representa un crecimiento promedio de 0.10% anual en el período 2010-2020 sobre la base de los 971 habitantes registrados en el censo anterior. Al año 2020 la densidad poblacional era de 894,7 hab/km².
| Gráfica de evolución demográfica de Villa de Guadalupe entre 2000 y 2020 |
|                                                                          |
| Fuente: Instituto Nacional de Estadística Geografía e Informática        |

La población de Villa de Guadalupe está mayoritariamente alfabetizada, (4.18% de personas mayores de 15 años analfabetas, según relevamiento del año 2020), con un grado de escolaridad en torno a los 7.75 años. 

El 88.3% de los habitantes de Villa de Guadalupe profesa la religión católica.
En el año 2010 estaba clasificada como una localidad de grado medio de vulnerabilidad social. Según el relevamiento realizado, 430 personas de 15 años o más no habían completado la educación básica, —carencia conocida como rezago educativo—, y 116 personas no disponían de acceso a la salud.